# Direkte Schrift
Mit Direkte Schrift wird eine okkultistische oder esoterische Technik bezeichnet, mit der ein durch ein Medium herbeigerufener Geist eine Nachricht an die Anwesenden ohne körperliche Mitwirkung eines Anwesenden direkt übermitteln können soll.

## Unterschied zur „automatischen Schrift“
Die direkte Schrift wurde, genau wie die Automatische Schrift im 19. und frühen 20. Jahrhundert in spiritistischen Kreisen als Möglichkeit gesehen mit den Geistern Verstorbener Kontakt aufzunehmen. Der grundlegende Unterschied zwischen beiden Praktiken besteht darin, dass die direkte Schrift ohne die Einwirkung eines Mediums vonstattengehen soll, sodass der zuvor angerufene Geist direkt seine Botschaft aufschreibt.

## Praxis der direkten Schrift
Nach der Anrufung der Geister, mit denen Kontakt aufgenommen werden sollte, gab es verschiedene Möglichkeiten der Darstellung der Nachricht: Max Dessoir berichtet von einem Besuch bei dem Medium Henry Slade, bei dem dieser ein Stück Schiefer zwischen zwei Tafeln gelegt hatte, diese zusammendrückte und an das Ohr Dessoirs hielt, damit er die Schreibgeräusche im Inneren hören konnte. Nach einiger Zeit wurden die Tafeln wieder aufgeklappt und es war ein französischer Text lesbar. Eine zweite Variante besteht darin, eine Tafel mit einem Stück Schiefer unter den Tisch zu drücken, um den sich die Gruppe versammelte, auf die Schreibgeräusche und deren Beendigung zu warten und anschließend die Nachricht zu lesen.

## Wissenschaftliche Untersuchungen
Der Physiker und Astronom Karl Friedrich Zöllner war einer der ersten Wissenschaftler, der sich mit der Untersuchung von paranormalen Erscheinungen befasste. Er führte in den Jahren 1877 und 1878 in Leipzig zusammen mit dem amerikanischen Trickbetrüger Henry Slade mehrere Versuche durch, diese wurden von den Physikern Gustav Theodor Fechner und Wilhelm Eduard Weber und dem Mathematiker Wilhelm Scheibner wissenschaftlich begleitet. Zöllner beschrieb später mehrere derartige Versuche, die in der Wohnung seines Freundes O. v. Hoffmann stattfanden. Er erwähnte darin, dass das Medium in eine Volltrance verfällt, die Zuschauer um einen kleinen Tisch herum saßen und dabei ihre Hände lose übereinanderlegten. Diese Beschreibung ist der des Tischrückens ähnlich. Auf dem Tisch selbst soll sich ein Bleistift, der von einem Ektoplasmaschleier umgeben war, zum selbstständigen Schreiben angesetzt haben. Für Versuchsaufbau und die Interpretation wurde Zöllner zwar stark kritisiert, löste aber trotzdem mit seiner Beschreibung eine Welle der Begeisterung für Spiritismus aus, vor allem in und um Leipzig und bei den dort beheimateten Verlagen.